# Al-Insan
Al-Insan “O Ser Humano” (do árabe: سورة الإنسان) é a septuagésima sexta sura do Alcorão e tem 31 ayats.